# Sun Yingjie
Sun Yingjie (née le 19 janvier 1979 à Sujiatun) est une athlète chinoise spécialiste des épreuves de fond. Elle a été convaincue de dopage en 2005.

## Biographie

### Palmarès
| Date | Compétition                            | Lieu      | Épreuve       | Résultat | Performance     |
| ---- | -------------------------------------- | --------- | ------------- | -------- | --------------- |
| 1999 | Championnats du monde                  | Séville   | Marathon      | 12e      | 2 h 30 min 12 s |
| 2001 | Marathon de Pékin                      | Pékin     | Marathon      | 11e      | 2 h 29 min 16 s |
| 2002 | Jeux asiatiques                        | Busan     | 5 000 mètres  | 1re      | 14 min 40 s 41  |
| 2002 | Jeux asiatiques                        | Busan     | 10 000 mètres | 1re      | 30 min 28 s 26  |
| 2002 | Marathon de Pékin                      | Pékin     | Marathon      | 2e       | 2 h 21 min 21 s |
| 2003 | Championnats du monde                  | Paris     | 5 000 mètres  | 9e       | 14 min 57 s 01  |
| 2003 | Championnats du monde                  | Paris     | 10 000 mètres | 3e       | 30 min 07 s 20  |
| 2003 | Championnats d'Asie                    | Manille   | 5 000 mètres  | 1re      | 15 min 48 s 42  |
| 2003 | Championnats d'Asie                    | Manille   | 10 000 mètres | 1re      | 32 min 37 s 04  |
| 2003 | Marathon de Pékin                      | Pékin     | Marathon      | 1re      | 2 h 19 min 39 s |
| 2004 | Jeux olympiques                        | Athènes   | 5 000 mètres  | 8e       | 15 min 07 s 23  |
| 2004 | Jeux olympiques                        | Athènes   | 10 000 mètres | 6e       | 30 min 54 s 37  |
| 2004 | Championnats du monde de semi-marathon | New Delhi | Semi-marathon | 1re      | 1 h 08 min 40 s |
| 2005 | Championnats du monde                  | Helsinki  | 5 000 mètres  | 11e      | 14 min 51 s 19  |
| 2005 | Championnats du monde                  | Helsinki  | 10 000 mètres | 7e       | 30 min 33 s 53  |
| 2005 | Marathon de Pékin                      | Pékin     | Marathon      | 1re      | 2 h 21 min 01 s |

### Records
| Épreuve       | Performance     | Lieu      | Date            |
| ------------- | --------------- | --------- | --------------- |
| 5 000 mètres  | 14 min 40 s 41  | Busan     | 12 octobre 2002 |
| 10 000 mètres | 30 min 07 s 20  | Paris     | 23 août 2003    |
| Semi-marathon | 1 h 08 min 40 s | New Delhi | 3 octobre 2004  |
| Marathon      | 2 h 19 min 39 s | Pékin     | 19 octobre 2003 |